# George Tobias
George Tobias (* 14. Juli 1901 in New York City; † 27. Februar 1980 in Los Angeles) war ein US-amerikanischer Theater- und Filmschauspieler.

## Leben
George Tobias wurde 1901 als Sohn jüdischer Einwanderer in New York City geboren. Sein Vater Samuel Tobias (1864–1930) war aus dem Russischen Kaiserreich emigriert. Entgegen dem Rat seiner Eltern, die am örtlichen Jiddischen Theater beschäftigt waren und dort nur wenig verdienten, folgte George Tobias ihnen und seinem älteren Bruder bereits mit 15 Jahren auf die Theaterbühne und begann, neben verschiedenen Jobs heimlich am Neighborhood Playhouse aufzutreten. Anschließend spielte er mehrere Jahre mit der Theatre Guild und den Provincetown Players, trat etwa 1922 in Eugene O’Neills The Hairy Ape als Gorilla auf und kam schließlich an den Broadway, wo er 1924 in Maxwell Andersons What Price Glory? debütierte und 1935 auch in Sidney Howards Paths of Glory zu sehen war. Es entdeckte ihn schließlich ein Talentsucher von Warner Brothers, dem Tobias Ende der 1930er Jahre nach Hollywood folgte.
Nachdem er bei Warner Brothers einen Vertrag erhalten hatte, spielte Tobias zumeist in Nebenrollen den liebenswerten Freund des Hauptdarstellers, so z. B. von James Cagney in Schönste der Stadt (1941) und Yankee Doodle Dandy (1942) oder von Gary Cooper in Sergeant York (1941). Dabei bewährte er sich als vielseitiger Charakterdarsteller in verschiedenen Filmgenres, darunter Filmkomödien, Filmdramen und Filmmusicals. Wiederholt war er als Südeuropäer, aber vor allem in Rollen mit slawischem Hintergrund zu sehen, wie in Music in My Heart (1940) als russischer Koch neben Rita Hayworth oder in Rouben Mamoulians Seidenstrümpfe (1957) als Vassili Markovitch an der Seite von Fred Astaire und Cyd Charisse. Diese Rolle spielte er von 1955 bis 1956 unter der Regie von Cy Feuer neben Don Ameche und Hildegard Knef auch am Broadway.
Ab Mitte der 1950er Jahre trat Tobias auch häufig im US-amerikanischen Fernsehen auf. So war er beispielsweise als neugieriger Nachbar Abner Kravitz in 54 Folgen der Fernsehserie Verliebt in eine Hexe (1964–1971) zu sehen. Nach einem Gastauftritt in Tabitha, einem Spin-off von Verliebt in eine Hexe, zog er sich 1977 aus dem Showgeschäft zurück.
George Tobias, der nie verheiratet war, jedoch jahrzehntelang eine enge Beziehung mit der Schauspielerin Milicent Patrick pflegte, starb 1980 in Los Angeles im Alter von 78 Jahren an Blasenkrebs. Er wurde auf dem New Mount Carmel Cemetery in Queens, New York, beigesetzt.

## Filmografie (Auswahl)
- 1927: The Lunatic
- 1939: Maisie
- 1939: They All Come Out
- 1939: Der Glöckner von Notre Dame (The Hunchback of Notre Dame)
- 1939: Die wilden Zwanziger (The Roaring Twenties)
- 1939: Ninotschka (Ninotchka)
- 1939: Balalaika
- 1940: Music in My Heart
- 1940: Der Traum vom schöneren Leben (Saturday’s Children)
- 1940: Tropische Zone (Torrid Zone)
- 1940: The Man Who Talked Too Much
- 1940: Nachts unterwegs (They Drive by Night)
- 1940: River’s End
- 1940: Calling All Husbands
- 1940: Im Taumel der Weltstadt (City for Conquest)
- 1940: East of the River
- 1940: South of Suez
- 1941: Schönste der Stadt (The Strawberry Blonde)
- 1941: Der Herzensbrecher (Affectionately Yours)
- 1941: Ufer im Nebel (Out of the Fog)
- 1941: Sergeant York
- 1941: Die Braut kam per Nachnahme (The Bride Came C.O.D.)
- 1941: The Tanks Are Coming (Kurzfilm)
- 1942: Helden der Lüfte (Captains of the Clouds)
- 1942: Yankee Doodle Dandy
- 1942: Jukebox-Fieber (Juke Girl)
- 1942: Wings for the Eagle
- 1942: Meine Schwester Ellen (My Sister Eileen)
- 1943: In die japanische Sonne (Air Force)
- 1943: Botschafter in Moskau (Mission to Moscow)
- 1943: This Is the Army
- 1943: Thank Your Lucky Stars
- 1944: Fahrkarte nach Marseille (Passage to Marseille)
- 1944: Zwischen zwei Welten (Between Two Worlds)
- 1944: Make Your Own Bed
- 1945: Der Held von Burma (Objective, Burma!)
- 1945: Solange ein Herz schlägt (Mildred Pierce)
- 1946: Her Kind of Man
- 1946: Eine Lady für den Gangster (Nobody Lives Forever)
- 1946: Gallant Bess
- 1947: Sindbad der Seefahrer (Sinbad the Sailor)
- 1947: My Wild Irish Rose
- 1948: The Judge Steps Out
- 1948: Abenteuer auf Sizilien (Adventures of Casanova)
- 1949: Ring frei für Stoker Thompson (The Set-Up)
- 1949: Wenn meine Frau das wüßte (Everybody Does It)
- 1950: Unter Einsatz des Lebens (Southside 1-1000)
- 1951: Zwei in der Falle (Rawhide)
- 1951: Das Zeichen des Verräters (The Mark of the Renegade)
- 1951: Der rote Falke von Bagdad (The Magic Carpet)
- 1951: Frauenraub in Marokko (Ten Tall Men)
- 1952: Desert Pursuit
- 1954: Die Glenn Miller Story (The Glenn Miller Story)
- 1954: Our Miss Brooks (TV-Serie, zwei Folgen)
- 1955: Komödiantenkinder (The Seven Little Foys)
- 1956: Make Room for Daddy (TV-Serie, eine Folge)
- 1957: Kreuzverhör (The Tattered Dress)
- 1957: Seidenstrümpfe (Silk Stockings)
- 1958: Die Liebe der Marjorie Morningstar (Marjorie Morningstar)
- 1958: Letter to Loretta (TV-Serie, eine Folge)
- 1958/1960: 77 Sunset Strip (TV-Serie, zwei Folgen)
- 1959: Hudson’s Bay (TV-Serie, 30 Folgen)
- 1960: Am Fuß der blauen Berge (Laramie) (TV-Serie, eine Folge)
- 1960: Der zweite Mann (The Deputy) (TV-Serie, eine Folge)
- 1960: The Rebel (TV-Serie, eine Folge)
- 1960: Mein unmöglicher Engel (Angel) (TV-Serie, eine Folge)
- 1960–1961: Adventures in Paradise (TV-Serie, elf Folgen)
- 1961: Die Unbestechlichen (The Untouchables) (TV-Serie, eine Folge)
- 1962: Sam Benedict (TV-Serie, eine Folge)
- 1963: Im Wilden Westen (Death Valley Days) (TV-Serie, eine Folge)
- 1963: The Real McCoys (TV-Serie, eine Folge)
- 1963: Eine neue Art von Liebe (A New Kind of Love)
- 1964: Perry Mason (TV-Serie, eine Folge)
- 1964: Die letzte Kugel trifft (Bullet for a Badman)
- 1964–1971: Verliebt in eine Hexe (Bewitched) (TV-Serie, 54 Folgen)
- 1965: Hetzjagd in Ketten (Nightmare in the Sun)
- 1966: Spion in Spitzenhöschen (The Glass Bottom Boat)
- 1967: Solo für O.N.C.E.L. (The Man from U.N.C.L.E.) (TV-Serie, eine Folge)
- 1969: Wo die Liebe hinfällt (Love, American Style) (TV-Serie, eine Folge)
- 1970: The Phynx
- 1970: Tora! Tora! Tora!
- 1970: Mannix (TV-Serie, eine Folge)
- 1972–1973: Die Waltons (The Waltons) (TV-Serie, drei Folgen)
- 1972–1976: Medical Center (TV-Serie, vier Folgen)
- 1976: Starsky & Hutch (TV-Serie, eine Folge)
- 1977: Die Zwei mit dem Dreh (Switch) (TV-Serie, eine Folge)
- 1977: Tabitha (TV-Serie, eine Folge)